# Villars (Vaucluse)
Pour les articles homonymes, voir Villars.
Villars est une commune française située dans le département de Vaucluse, en région Provence-Alpes-Côte d'Azur.
Ses habitants sont appelés les Villarsois.
La commune fait partie des communes adhérentes à la charte du parc naturel régional du Luberon.

## Géographie

### Localisation
La commune se situe entre les monts de Vaucluse et le Luberon, à côté d'Apt.
Le village de Villars est posé sur une colline détachée des flancs des Monts de Vaucluse, dans la vallée du Calavon, au nord du grand Luberon. Il jouxte les communes de Saint-Saturnin-lès-Apt, Apt Rustrel, Lagarde d'Apt et Saint-Christol.

### Voies de communications et transports

#### Voies routières
Villars est à environ 50 km d'Avignon et 8 km d'Apt (supermarchés, cinéma, etc.).
À l'ouest de la commune, depuis la route départementale 953 qui relie Apt à Saint-Saturnin-lès-Apt, la route départementale 111 traverse la commune (passe à l'ouest du bourg, au pied de la colline) pour rejoindre au nord la route départementale 179 qui relie Saint-Saturnin-lès-Apt à Rustrel. Enfin, la route départementale 214 qui relie la route départementale 111 au hameau des petits Cléments puis à la commune de Rustrel.

#### Transports en commun
Transport en Provence-Alpes-Côte d'Azur

##### Lignes SNCF
- à 50 km d'Avignon (gare TGV).

##### Transports aériens
Les aéroports les plus proches sont :
- à 100 km : aéroport de Marseille Provence ;
- à environ 50 km : aéroport d'Avignon - Caumont.

### Relief
Son relief est assez important. Un peu plus du tiers de la commune, sa partie sud, est situé entre 247 et 400 m d’altitude. C'est la partie agricole, mais aussi la partie la plus occupée par l'homme (bourg et hameaux).
Le reste est situé sur les flancs des monts de Vaucluse, entre 400 et 1 100 m. Cette partie haute est très peu habitée, très aride et néanmoins très boisée : la végétation est principalement composée de pins et de chênes verts.

### Géologie
La colline de la bruyère est entièrement constituée d'ocre. Il s'agit d'un affleurement de la même couche ocreuse qu'on retrouve à Roussillon et à Rustrel. L'ocre y était autrefois extrait ; il reste encore quelques traces de cette exploitation : mines, rails, wagonnets, bassins de décantation, batardeaux...
Sur le versant sud, la végétation est typiquement méditerranéenne : principalement pins et bruyères (d'où son nom). Sur le versant nord, on retrouve des espèces nécessitant plus d'humidité comme des châtaigniers car le sable ocreux permet de maintenir l'humidité du sol.

### Sismicité
Les cantons de Bonnieux, Apt, Cadenet, Cavaillon, et Pertuis sont classés en zone Ib (risque faible). Les autres cantons du département de Vaucluse sont classés en zone Ia (risque très faible). Ce zonage correspond à une sismicité ne se traduisant qu'exceptionnellement par la destruction de bâtiments.

### Climat
Pour des articles plus généraux, voir Climat de Provence-Alpes-Côte d'Azur et Climat de Vaucluse.
En 2010, le climat de la commune est de type climat méditerranéen franc, selon une étude du Centre national de la recherche scientifique s'appuyant sur une série de données couvrant la période 1971-2000. En 2020, Météo-France publie une typologie des climats de la France métropolitaine dans laquelle la commune est dans une zone de transition entre le climat de montagne et le climat méditerranéen et est dans la région climatique  Provence, Languedoc-Roussillon, caractérisée par une pluviométrie faible en été, un très bon ensoleillement (2 600 h/an), un été chaud (21,5 °C), un air très sec en été, sec en toutes saisons, des vents forts (fréquence de 40 à 50 % de vents > 5 m/s) et peu de brouillards. 
Pour la période 1971-2000, la température annuelle moyenne est de 12,9 °C, avec une amplitude thermique annuelle de 16,5 °C. Le cumul annuel moyen de précipitations est de 757 mm, avec 6,3 jours de précipitations en janvier et 3 jours en juillet. Pour la période 1991-2020, la température moyenne annuelle observée sur la station météorologique de Météo-France la plus proche, « Saint-Saturnin Les Apt », sur la commune de Saint-Saturnin-lès-Apt à 3 km à vol d'oiseau, est de 14,0 °C et le cumul annuel moyen de précipitations est de 709,7 mm. 
La température maximale relevée sur cette station est de 43,7 °C, atteinte le 28 juin 2019 ; la température minimale est de −14,6 °C, atteinte le 7 janvier 1985,,. 
Les paramètres climatiques de la commune ont été estimés pour le milieu du siècle (2041-2070) selon différents scénarios d'émission de gaz à effet de serre à partir des nouvelles projections climatiques de référence DRIAS-2020. Ils sont consultables sur un site dédié publié par Météo-France en novembre 2022.

## Urbanisme

### Typologie
Au 1er janvier 2024, Villars est catégorisée commune rurale à habitat dispersé, selon la nouvelle grille communale de densité à sept niveaux définie par l'Insee en 2022.
Elle appartient à l'unité urbaine de Saint-Saturnin-lès-Apt, une agglomération intra-départementale regroupant deux  communes, dont elle est une commune de la banlieue,,. Par ailleurs la commune fait partie de l'aire d'attraction d'Apt, dont elle est une commune de la couronne,. Cette aire, qui regroupe 18 communes, est catégorisée dans les aires de moins de 50 000 habitants,.

### Occupation des sols
L'occupation des sols de la commune, telle qu'elle ressort de la base de données européenne d’occupation biophysique des sols Corine Land Cover (CLC), est marquée par l'importance des forêts et milieux semi-naturels (62,7 % en 2018), en diminution par rapport à 1990 (63,7 %). La répartition détaillée en 2018 est la suivante : 
forêts (47,6 %), zones agricoles hétérogènes (21,2 %), milieux à végétation arbustive et/ou herbacée (15,1 %), cultures permanentes (10,9 %), terres arables (3,8 %), prairies (1,4 %). L'évolution de l’occupation des sols de la commune et de ses infrastructures peut être observée sur les différentes représentations cartographiques du territoire : la carte de Cassini (XVIIIe siècle), la carte d'état-major (1820-1866) et les cartes ou photos aériennes de l'IGN pour la période actuelle (1950 à aujourd'hui).

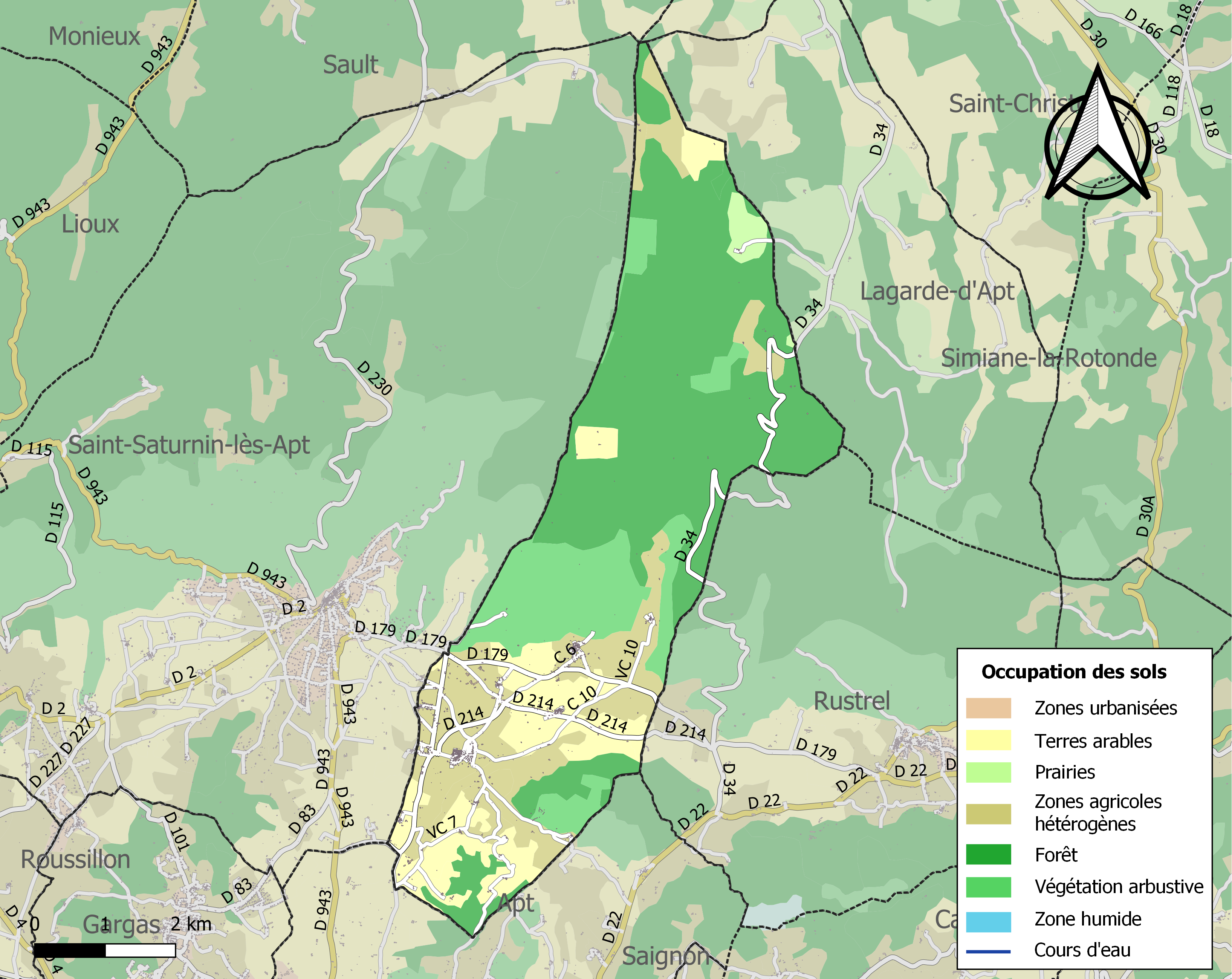
Carte des infrastructures et de l'occupation des sols de la commune en 2018 (CLC).

## Toponymie
En ancien occitan, un vilar ou vilard est un hameau dépendant à l'origine d'une villa gallo-romaine, du roman villaris, « qui appartient à la villa ».

## Héraldique
| Blason de Sault | Les armes peuvent se blasonner ainsi : De sinople, à une masse de billard, d'argent, emmanchée de gueules et mise en pal |

## Histoire

### Préhistoire et Antiquité
Le territoire de la commune a accueilli de nombreuses villæ des patriciens gallo-romains d'Apta Julia. Elles ont ensuite donné naissance aux douze hameaux de Villars. Le sous-sol révèle en permanence les vestiges de cette intense colonisation.
L'éparpillement de l'habitat a été la cause de la multiplication des aiguiers. Certains sont recouverts par une borie pour protéger l'eau lors de la sécheresse.

### Moyen Âge
La forme la plus ancienne du nom du village est Villaribus (datif pluriel) et date de 1122.
Au XIIe siècle, l’abbaye Saint-André de Villeneuve-lès-Avignon est propriétaire de l’église Saint-Pierre-de-Baignols et perçoit les revenus qui lui sont attachés.
Le fief de Villars relevait du comté de Forcalquier au XIIe siècle. Lorsque ce comté perd son indépendance en 1209, à la mort de Guillaume II, un de ses neveux, Guillaume de Sabran tente de le relever. Après une lutte de dix ans, il passe un accord à Meyrargues le 29 juin 1220 avec Raimond Bérenger IV, comte de Provence et lui aussi héritier du comté de Forcalquier. Par cet accord, la moitié sud du comté, dont Villars, lui est donnée. Guillaume de Sabran conserve sa moitié de comté jusqu'à sa mort, vers 1250.
Medulionis de Sancto-Saturnino, viguier d'Arles (1346) puis de Marseille (1348-1349), fut chevalier et seigneur de Saint-Saturnin d'Apt. Cet officier était peut-être Medulionis de Sancto-Saturnino, originaire de Villars (baillie de Apt), seigneur de Saint-Saturnin d'Apt[source insuffisante] qui vendit, en 1354, sa seigneurie de Vilars à Hugues de Sallono pour 4 000 florins d'or. Selon Papon, il fit partie de ces Provençaux qui servirent le duc de Calabre en Campanie, en 1328.
En 1391, Charrier de Montjardin, lieutenant de Raymond de Turenne, investit avec les troupes du vicomte le village et va tenir cette place pendant six ans. Il revendra Villars à Delphine de Sabran, l’épouse de Guiraud VII de Simiane, avec comme condition expresse qu’elle en rendit hommage à Louis II d’Anjou, comte de Provence. Delphine rétrocéda ensuite ce fief à sa cousine Huguette de Forqualquier[source insuffisante].
En 1400, Isabelle, fille d'Huguette et de Raymond d'Agoult, apporta en dot ce fief à Astorg de Peyre, de la famille des barons du Gévaudan. Leurs descendants possédèrent Villars jusqu'en 1503, date à laquelle Antoine de Peyre vendit son fief à Gaucher II de Brancas.

### Période moderne
Le village donna alors son nom aux Brancas-Villars, une des plus illustres familles de France aux XVIIe et XVIIIe siècles. Louis XIII, pour récompenser les services de Georges, gouverneur de Normandie, et de son frère André, grand amiral de France, érigea Villars en marquisat puis en duché-pairie. Ce fut le seul fief de Provence dans ce cas.
Deux descendants de Georges, Claude-Louis, maréchal de France (1653-1734), et son fils, Honoré-Armand, qui lui succéda à l'Académie française, furent gouverneur de Provence.
Le dernier duc de Villars fut Louis-Léon (1733-1820), grand ami de Voltaire qui lui dédia une de ses comédies, et de Lavoisier qu'il intéressa à la chimie du diamant. Ce philosophe à l'esprit frondeur fut, comme ses voisins Sade et Mirabeau, partisan de la Révolution.

## Politique et administration
| Période                                  | Période  | Identité     | Étiquette | Qualité          |
| ---------------------------------------- | -------- | ------------ | --------- | ---------------- |
|                                          | 1995     | Serge Redon  | PS        | Agriculteur      |
| 1995                                     | 2014     | Alain Massel | DVD       | Restaurateur     |
| 2014                                     | En cours | Guy Sallier  | NI        | Artisan retraité |
| Les données manquantes sont à compléter. |          |              |           |                  |

### Fiscalité
| Taxe                                                | Part communale | Part intercommunale | Part départementale | Part régionale |
| --------------------------------------------------- | -------------- | ------------------- | ------------------- | -------------- |
| Taxe d'habitation (TH)                              | 9,11 %         | 0,00 %              | 7,55 %              | 0,00 %         |
| Taxe foncière sur les propriétés bâties (TFPB)      | 9,74 %         | 0,00 %              | 10,20 %             | 2,36 %         |
| Taxe foncière sur les propriétés non bâties (TFPNB) | 70,00 %        | 0,00 %              | 28,96 %             | 8,85 %         |
| Taxe professionnelle (TP)                           | 00,00 %        | 25,80 %             | 13,00 %             | 3,84 %         |

La Part régionale de la taxe d'habitation n'est pas applicable.

### Budget et fiscalité 2017

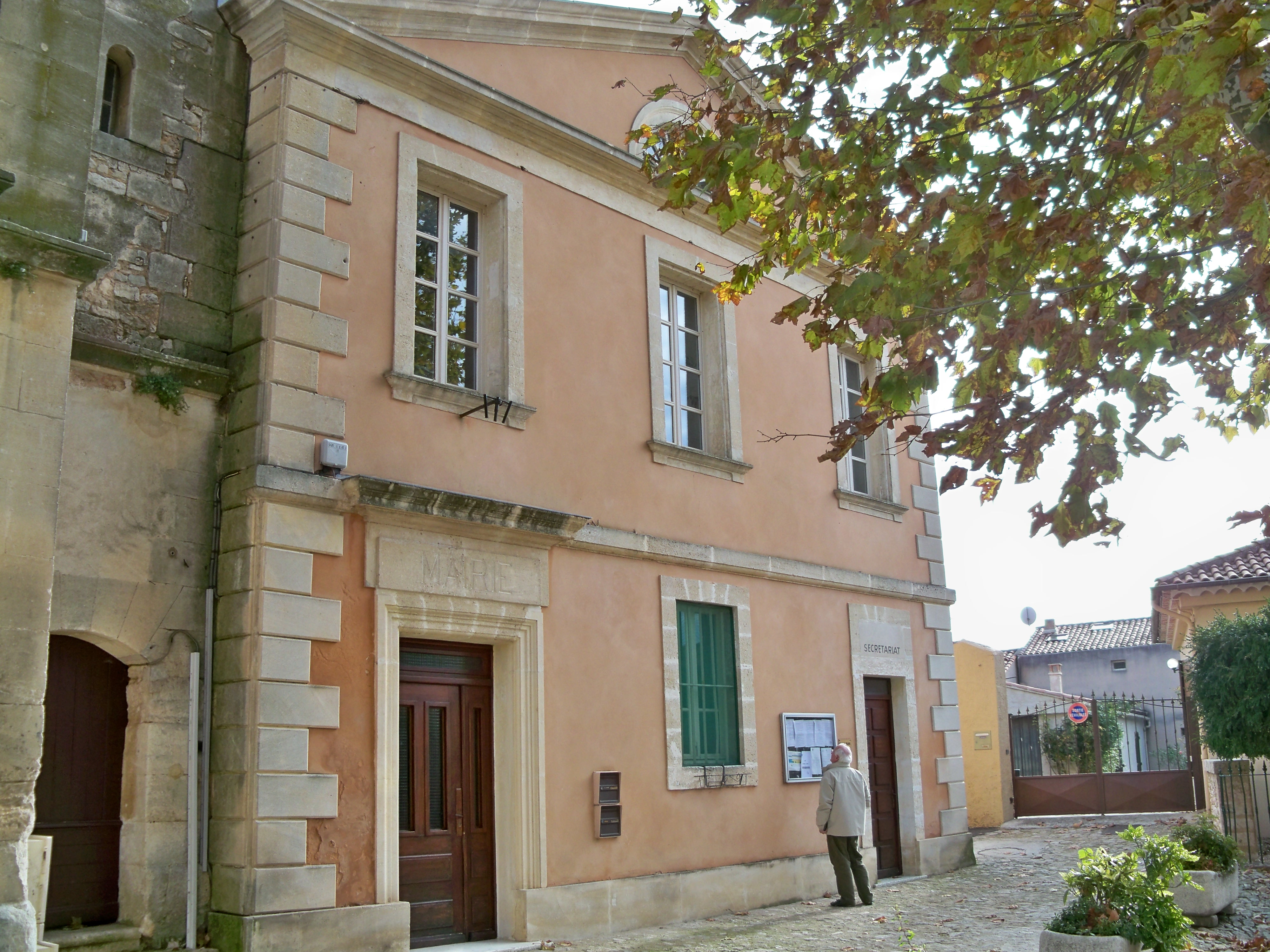
Mairie de Villars.

En 2017, le budget de la commune était constitué ainsi :
- total des produits de fonctionnement : 644 000 €, soit 796 € par habitant ;
- total des charges de fonctionnement : 627 000 €, soit 775 € par habitant ;
- total des ressources d'investissement : 194 000 €, soit 239 € par habitant ;
- total des emplois d'investissement : 237 000 €, soit 293 € par habitant ;
- endettement : 515 000 €, soit 637 € par habitant.

Avec les taux de fiscalité suivants :
- taxe d'habitation : 10,11 % ;
- taxe foncière sur les propriétés bâties : 10,74 % ;
- taxe foncière sur les propriétés non bâties : 66,00 % ;
- taxe additionnelle à la taxe foncière sur les propriétés non bâties : 0,00 % ;
- cotisation foncière des entreprises : 0,00 %.

Chiffres clés Revenus et pauvreté des ménages en 2016 : médiane en 2015 du revenu disponible, par unité de consommation : 20 935 €.

## Population et société

### Démographie
L'évolution du nombre d'habitants est connue à travers les recensements de la population effectués dans la commune depuis 1793. Pour les communes de moins de 10 000 habitants, une enquête de recensement portant sur toute la population est réalisée tous les cinq ans, les populations de référence des années intermédiaires étant quant à elles estimées par interpolation ou extrapolation. Pour la commune, le premier recensement exhaustif entrant dans le cadre du nouveau dispositif a été réalisé en 2004.

En 2022, la commune comptait 770 habitants, en évolution de −0,39 % par rapport à 2016 (Vaucluse : +1,73 %, France hors Mayotte : +2,11 %).
| 1793  | 1800  | 1806  | 1821  | 1831  | 1836  | 1841  | 1846  | 1851 |
| ----- | ----- | ----- | ----- | ----- | ----- | ----- | ----- | ---- |
| 1 043 | 1 015 | 1 055 | 1 032 | 1 027 | 1 037 | 1 000 | 1 023 | 996  |

| 1856 | 1861 | 1866 | 1872 | 1876 | 1881 | 1886 | 1891 | 1896 |
| ---- | ---- | ---- | ---- | ---- | ---- | ---- | ---- | ---- |
| 964  | 910  | 877  | 874  | 833  | 768  | 733  | 631  | 651  |

| 1901 | 1906 | 1911 | 1921 | 1926 | 1931 | 1936 | 1946 | 1954 |
| ---- | ---- | ---- | ---- | ---- | ---- | ---- | ---- | ---- |
| 585  | 610  | 594  | 494  | 457  | 425  | 405  | 330  | 335  |

| 1962 | 1968 | 1975 | 1982 | 1990 | 1999 | 2004 | 2006 | 2009 |
| ---- | ---- | ---- | ---- | ---- | ---- | ---- | ---- | ---- |
| 369  | 421  | 539  | 560  | 625  | 686  | 697  | 718  | 744  |

| 2014 | 2019 | 2022 | - | - | - | - | - | - |
| ---- | ---- | ---- | - | - | - | - | - | - |
| 776  | 781  | 770  | - | - | - | - | - | - |

### Enseignement
La commune possède une école maternelle et une école primaire publique, les élèves sont ensuite affectés au collège et au lycée Charles-de-Gaulle d'Apt.

### Sports / Activités
- Vélos et BMX. Villars accueille chaque année une étape ou la finale du WRT (Wall Ride Tour)[35] (pour 2009 : c'est la première étape les 2 et 3 mai). Un Bike park est situé dans l'ancienne carrière de Villars.
- Paintball. Villars dispose de quatre terrains de paintball malgré la faible taille de sa commune.
- Plan d'eau sur Apt, en direction de Villars.
- Golf

### Santé
Professionnels et établissements de santé :
- Médecins à Villars, Gargas, Apt,
- Pharmacies à Gargas, Apt,
- L'hôpital le plus proche se situe à Apt.

## Économie

### Agriculture

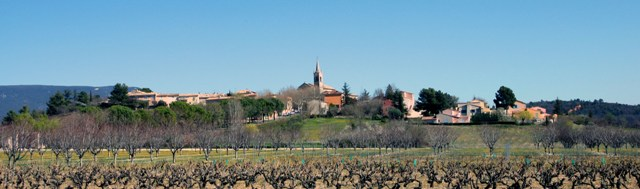
Villars campée au milieu de son vignoble.

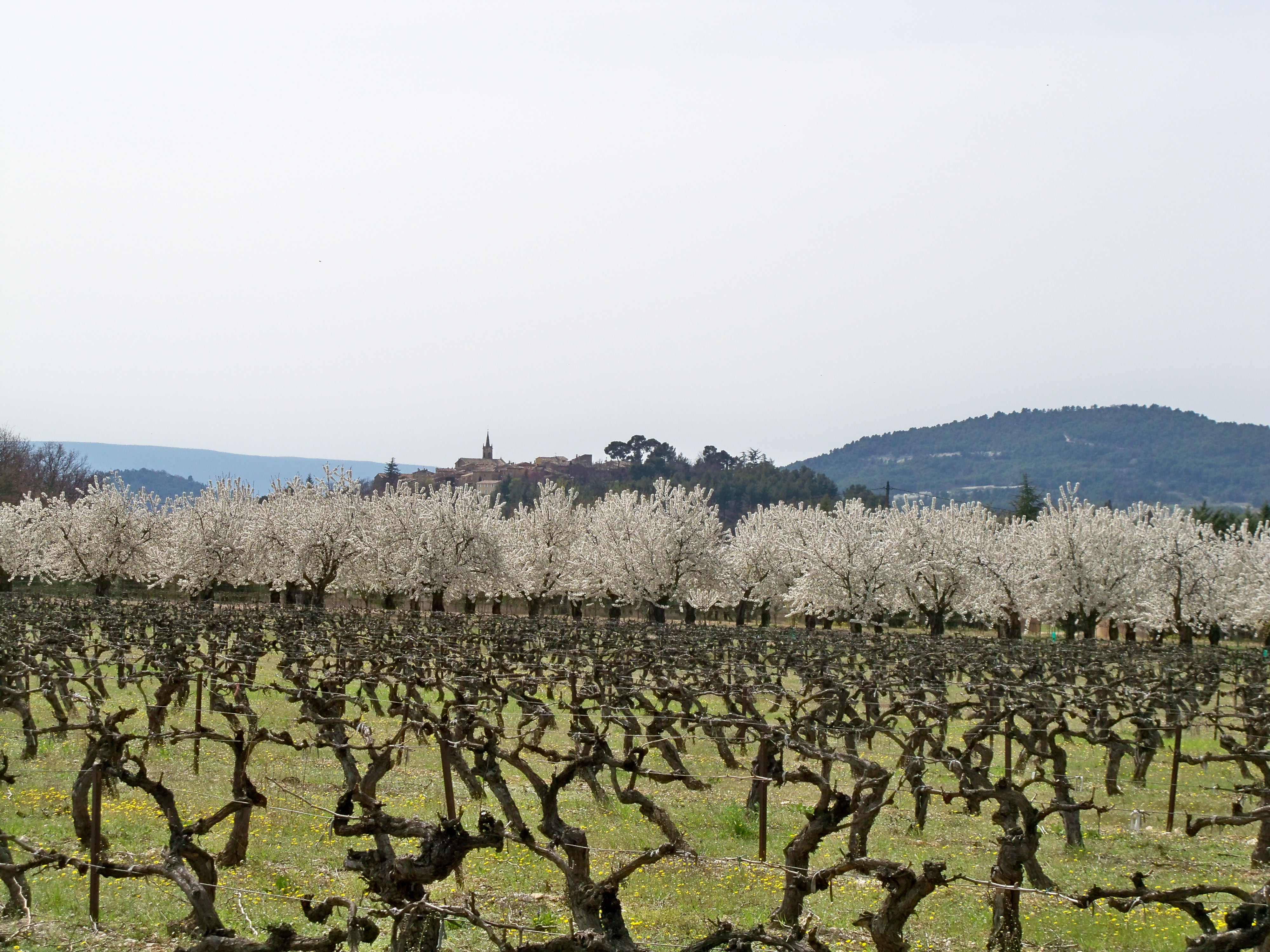
Vigne et ceriseraie à Villars.

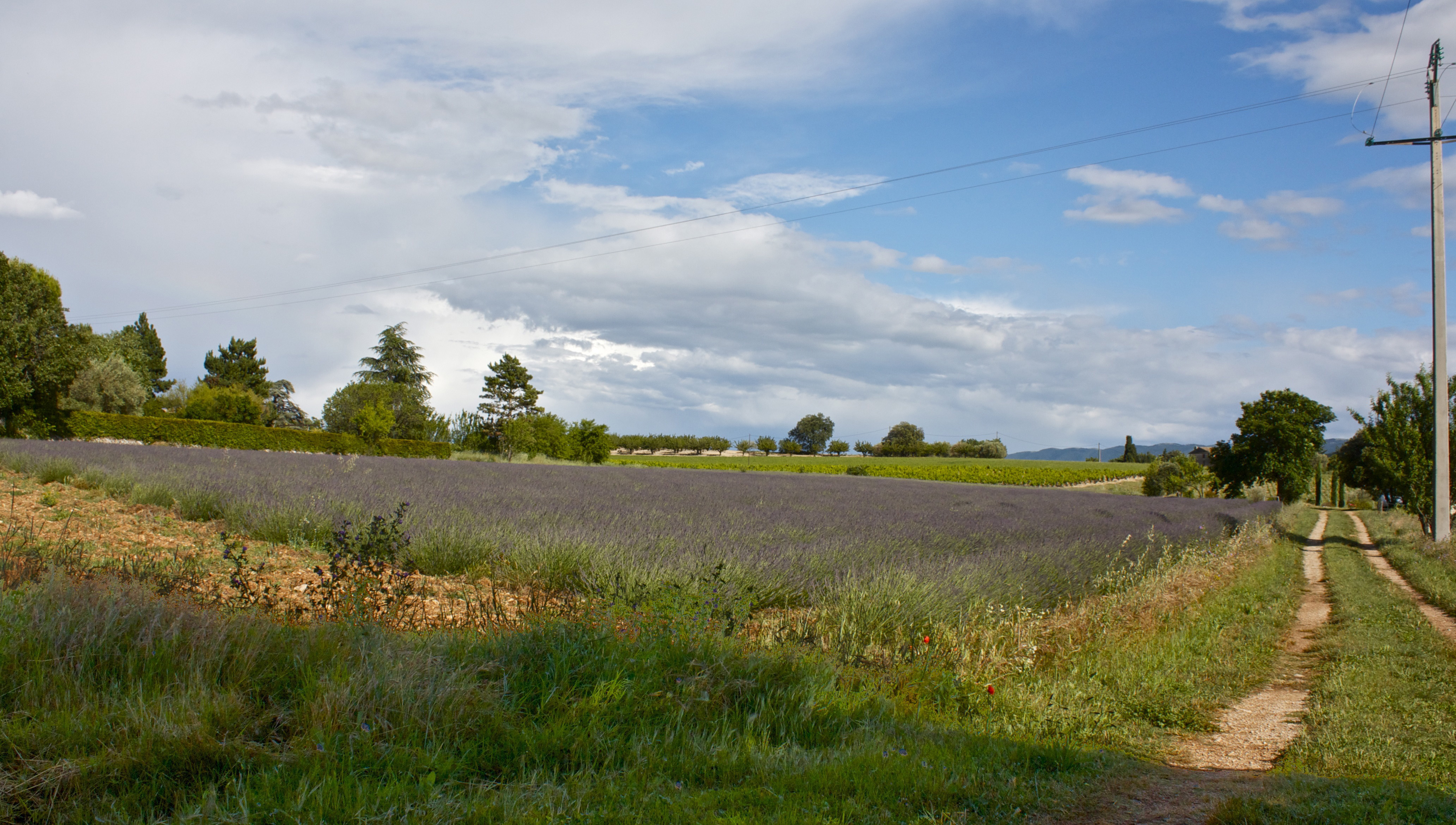
Champ de lavande.

Dès le Moyen Âge, la rareté de l'eau a incité les paysans à sélectionner des cultures adaptées à ce terroir : vignes et amandiers. Elles étaient même précisées par acte notarié comme dans le contrat de complant pour quatre-vingt « saumées » de terre que passa, en 1398, Delphine de Sabran, veuve de Guirau VII de Simiane, avec Honoré Clément, originaire du Buis, dans les Baronnies. Ce dernier donnera son patronyme aux Grands et aux Petits-Cléments.
La commune produit des vins AOC Ventoux. Les vins qui ne sont pas en appellation d'origine contrôlée peuvent revendiquer, après agrément, le label Vin de pays d'Aigues.
Villars fait partie de l'air d'appellation des Cerise des coteaux de Vaucluse (IGP).

### Tourisme
Comme l'ensemble des communes du nord Luberon, le tourisme joue un rôle, directement ou indirectement, dans l'économie locale.
On peut considérer trois principales sortes de tourisme en Luberon. Tout d'abord, le tourisme historique et culturel qui s'appuie sur un patrimoine riche des villages perchés ou sur des festivals. Ensuite, le tourisme détente qui se traduit par un important développement des chambres d'hôtes, de l'hôtellerie et de la location saisonnière, par une concentration importante de piscines et par des animations comme des marchés provençaux. Enfin, le tourisme vert qui profite de nombreux chemins de randonnées, de sentiers vignerons comme au château Saint-Pons à Villars et du cadre protégé qu'offrent le Luberon et ses environs.

### Commerces
- Restaurant Bistrot de pays Bar des amis[40],[41].
- Boulangerie de villars

## Culture et patrimoine

### Lieux et monuments
Patrimoine religieux
- Cimetière.

Au pied du village, en bordure de la route D 214, se trouve le cimetière du village.
- Église paroissiale.

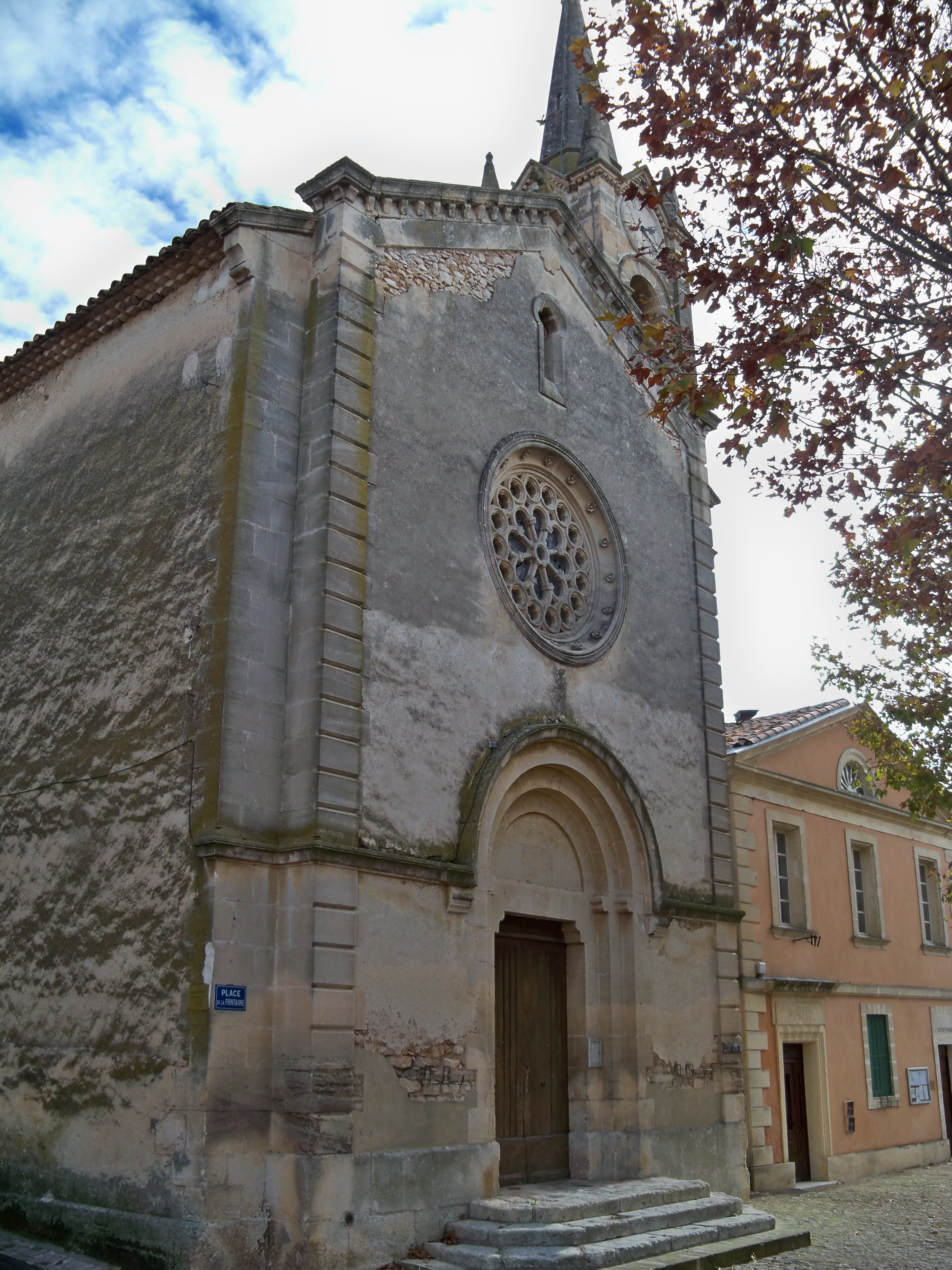
Église de Villars.

Située en dessus de l'école, au sud du village, Notre-Dame de Clastres est connue dès 1382. Fort délabrée, elle fut remplacée, en 1863, par un nouveau lieu de culte dédié à Notre-Dame et à saint Jacques le Mineur. Cette église fut consacrée le 7 avril 1867.
- Église Saint-Clément des Grands-Cléments.
- Chapelle Saint-Pierre de Bagnols[43].

Au-dessus du hameau des Fumeyrasses, à l'entrée de gorges étroites, se trouve un ancien prieuré qui occupe l'emplacement d'un fanum gallo-romain.
Il est d'une architecture simple avec sa nef voûtée en plein-cintre et son abside semi-circulaire couverte d'un cul-de-four. Dans les murs de la nef, plusieurs inscriptions votives ont été utilisées en réemploi dont celles en l'honneur de Jupiter et de Sylvain, le dieu au maillet.
Sur la pierre de sa dédicace, toujours in situ, se lit :
« VIGILIA PURIFICACIO SCA MARIA DEDICACIO ECLESIE S »
Une charte indique qu'en 1160, Guillaume, évêque d'Apt confirma la possession de ce prieuré à l'abbaye Saint-André de Villeneuve-lès-Avignon.
Un culte agreste de l'eau devait s'y dérouler depuis des temps immémoriaux puisqu'on sait qu'au XVIIIe siècle les habitants du village demandèrent sa restauration pour continuer à s'y rendre en pèlerinage « pour faire pleuvoir ».
- Chapelle Saint-Roch.

La Grande Peste sévit à Villars du 9 octobre au 31 décembre 1721 et fit 14 victimes. Pour juguler définitivement le fléau, les habitants décidèrent d'ériger une chapelle à saint Roch. Constituée d'une seule nef à chevet plat, elle fut achevée en avril 1721.
Patrimoine rural
- Lavoir.

Au pied du village, en bordure de la route y montant, se trouve un lavoir, ancien lavoir communal, inutilisé de nos jours.
- Bories

Cabanes en pierre sèche situées au lieu-dit « les Dégoutaux »,.
Patrimoine naturel
Sur le territoire de la commune s'ouvre un des avens les plus profonds du Vaucluse : l'aven de la Pourachière (ou Pourrachière), profond de 223 mètres.

### Hameaux
Villars possède de nombreux hameaux en ses alentours, souvent bâtis autour de fontaines et/ou lavoirs.
- Les Grands Cléments.

Hameau fondé en 1398, par Honoré Clément, venu de Buis-les-Baronnies. Parmi ses descendants, on connait André, Jacques et Marie-Apollonie.
Au quartier de La Brasque, le 6 juin 1666, un maître-coupeur de pierres creuse un aiguier afin d’abreuver les troupeaux. Les consuls du village indiquent : « André Clément et d’autres ont payé le travail dont ils jugent la nécessité. Il est délibéré de poursuivre la besogne conformément au marché fait, de relarguer le tout et de le payer ».
Au cours du XVIIIe siècle, les Clément fournirent de nombreux consuls à la communauté de Villars. L'un d'eux, Jacques Clément, devenu avocat, épousa Rose de Thomas-Gignac et acquit la seigneurie de Fontienne, au nord de Forcalquier.
La branche aînée des Clément des Grands Cléments s'éteignit officiellement en 1825, lors du mariage de Marie-Apollonie Clément, née en 1803, avec Mathieu-Symphorien Courveille, né à Usson-en-Forez en 1797,.
Le hameau possède une église dédiée à saint Clément. L'actuelle date de 1751 et a remplacé une chapelle romane.
Il est à signaler qu'un cippe romain a été découvert sur ce territoire.
- Les Petits Cléments. Appelé « la croix » par les anciens (fontaine reconstruite en 2007).
- Saint-Pons. Sur la partie de la Colline des Puits occupée par la commune de Villars se trouvent les vestiges d'une cave de l'époque romaine.
- Autres :
  - Les Baups.
  - Les Gays.
  - Les Joumillons.
  - La Fumeyrasse.
  - Les Marchands.
  - Les Athenoux.
  - Les Benoits.
  - Les Eymieux.

## Habitat

### Maison en hauteur

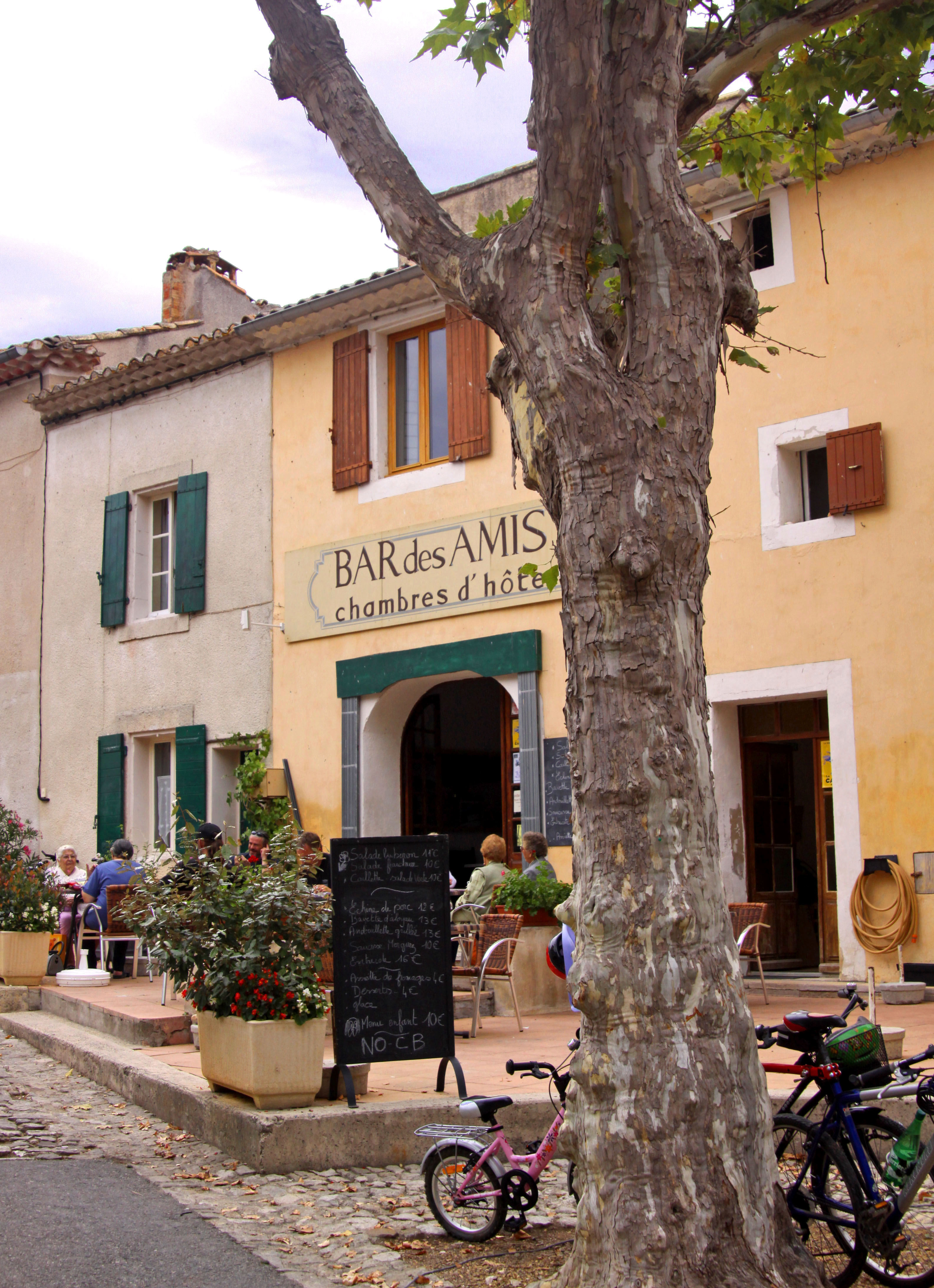
Maison en hauteur dont l'étable a été restaurée et transformée en bar.

Fernand Benoit explique que « son originalité consiste à placer les bêtes en bas, les hommes au-dessus ». Effectivement, ce type d'habitation, qui se retrouve essentiellement dans un village, superpose sous un même toit, suivant une tradition méditerranéenne, le logement des humains à celui des bêtes. La maison en hauteur se subdivise en une étable-remise au rez-de-chaussée, un logement sur un ou deux étages, un grenier dans les combles. Elle était le type de maison réservée aux paysans villageois qui n'avaient que peu de bétail à loger, étant impossible dans un local aussi exigu de faire tenir des chevaux et un attelage.
Elle se retrouve aujourd'hui dans nombre de massifs montagneux ou plateaux de la Provence occidentale.
Ces maisons datent pour la plupart du XVIe siècle, période où les guerres de religion imposèrent de se retrancher derrière les fortifications du village. Celles-ci finies, il y eut un mouvement de sortie pour établir dans la périphérie de l'agglomération des « maisons à terre », plus aptes à recevoir des bâtiments annexes.

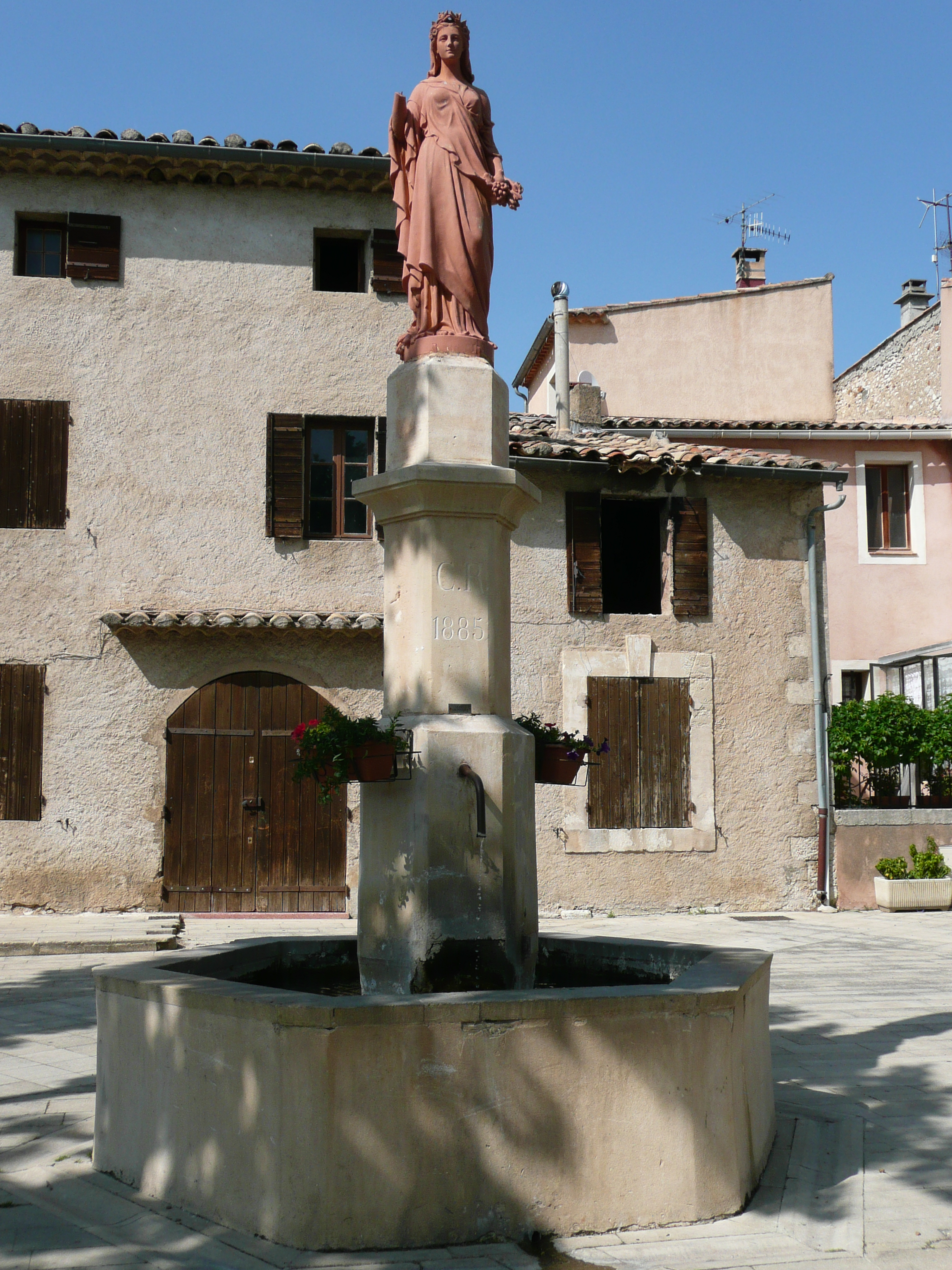
Maison en hauteur dont l'étable a été transformée en garage.

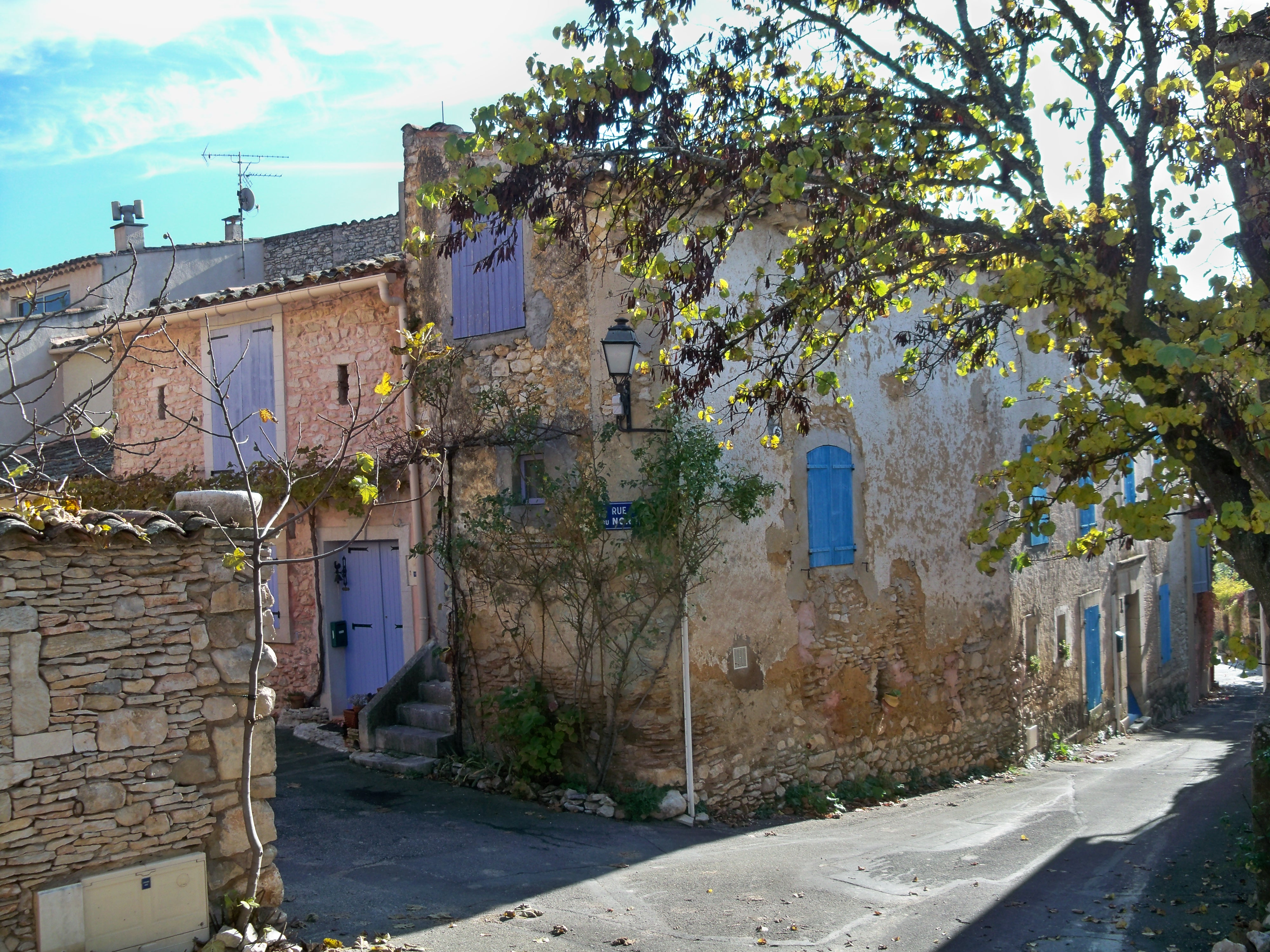
Maison en hauteur avec son pontin et son étable jouxtant une maison à terre aux Grands-Cléments.

En effet, ce type d'habitation, regroupant gens et bêtes dans un village, ne pouvait que rester figé, toute extension lui étant interdite sauf en hauteur. Leur architecture est donc caractéristique : une façade étroite à une ou deux fenêtres, et une élévation ne pouvant dépasser quatre à cinq étages, grenier compris avec sa poulie extérieure pour hisser le fourrage. Actuellement, les seules transformations possibles - ces maisons ayant perdu leur statut agricole - sont d'installer un garage au rez-de-chaussée et de créer de nouvelles chambres au grenier. Pour celles qui ont été restaurées avec goût, on accède toujours à l'étage d'habitation par un escalier accolé à la façade.
La présence de terrasse ou balcon était une constante. La terrasse servait, en priorité, au séchage des fruits et légumes suspendus à un fil de fer. Elle était appelée trihard quand elle accueillait une treille qui recouvrait une pergola rustique. Quand elle formait loggia, des colonnettes soutenant un auvent recouvert de tuiles, elle était nommée galarié ou souleriè.

### Maison à terre

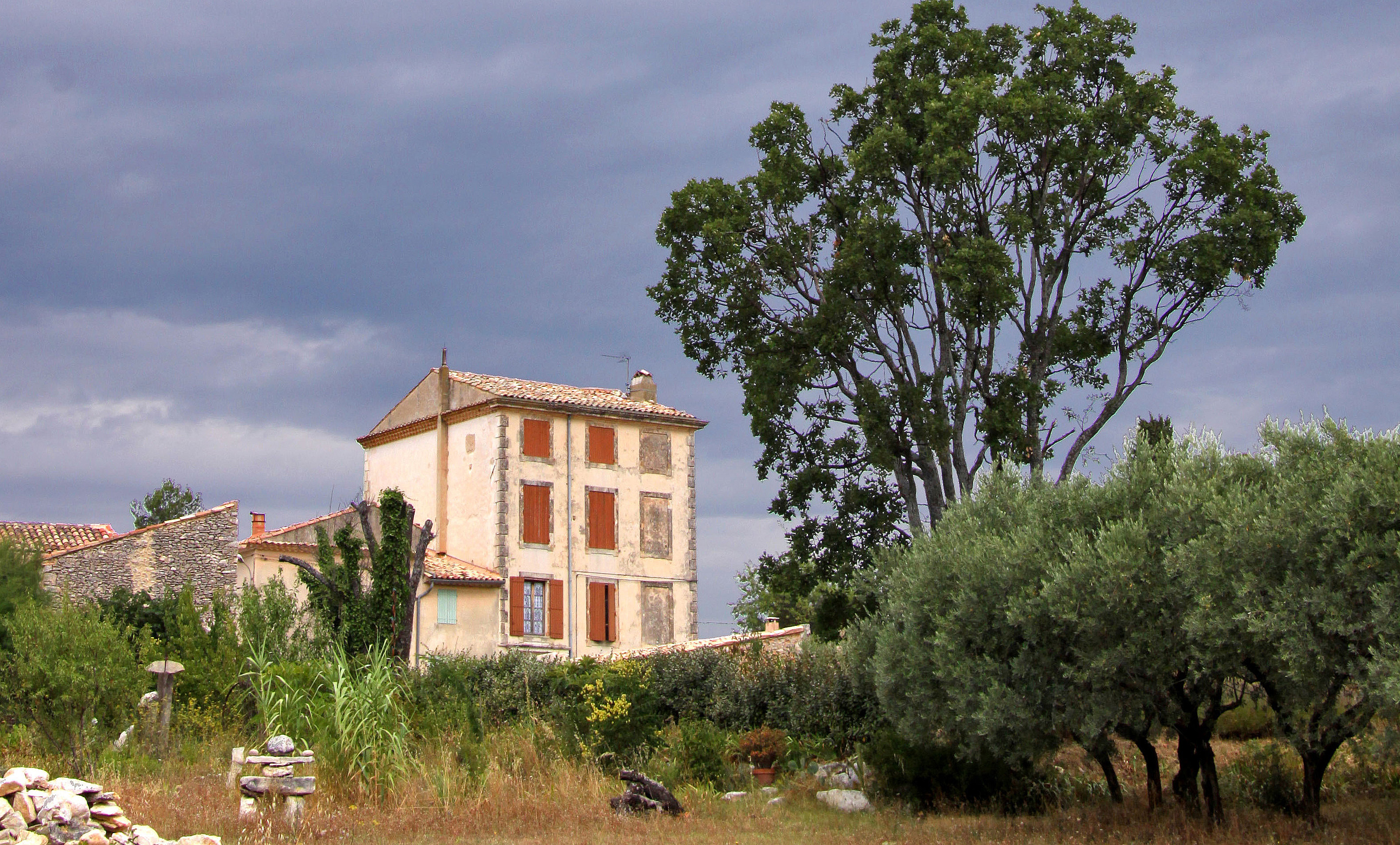
Une grande bastide et ses dépendances.

Compartimenté dans le sens de la longueur, ce type de maison représente un stade d'évolution plus avancé que la « maison en hauteur ». Il est caractéristique de l'habitat dispersé. C'est l'habitation traditionnelle des pays de « riche culture » et la vigne en fut une.
Ce type de maison est divisé en deux parties très distinctes dans le sens de la longueur. Le rez-de-chaussée est occupé par une salle commune dans laquelle est intégrée la cuisine. Très souvent se trouve à l'arrière un cellier contenant la réserve de vin et une chambre. Un étroit couloir, qui permet d'accéder à l'étage, sépare cet ensemble de la seconde partie réservée aux bêtes. Celle-ci se compose, dans la plupart des cas, d'une remise qui peut servir d'écurie et d'une étable. L'étage est réservé aux chambres et au grenier à foin qui correspond par une trombe avec l'étable et l'écurie.
À cet ensemble, s'ajoutaient des annexes. Une des principales était la tour du pigeonnier, mais la maison se prolongeait aussi d'une soue à cochons, d'une lapinière, d'un poulailler et d'une bergerie.

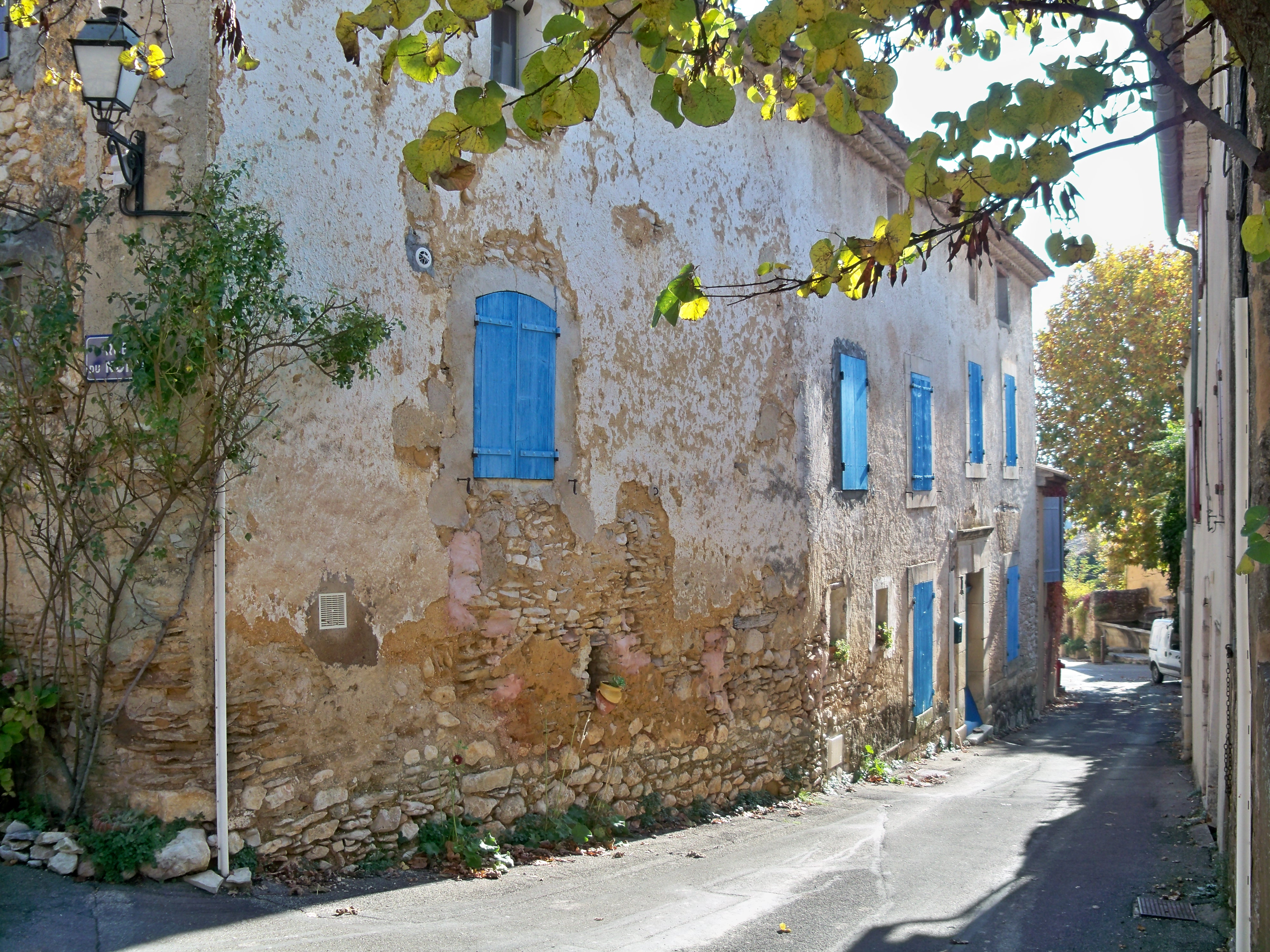
Maisons à terre formant rue dans un hameau.

Alors qu'aucune maison en hauteur ne disposait de lieu d'aisance, même en ville, la maison à terre permet d'installer ces « lieux » à l'extérieur de l'habitation. Jusqu'au milieu du XXe siècle, c'était un simple abri en planches recouvert de roseaux (canisse) dont l'évacuation se faisait directement sur la fosse à purin ou sur le fumier.
La construction d'un tel ensemble étant étalée dans le temps, il n'y avait aucune conception architecturale préétablie. Chaque propriétaire agissait selon ses nécessités et dans l'ordre de ses priorités. Ce qui permet de voir aujourd'hui l'hétérogénéité de chaque ensemble où les toitures de chaque bâtiments se chevauchent généralement en dégradé.

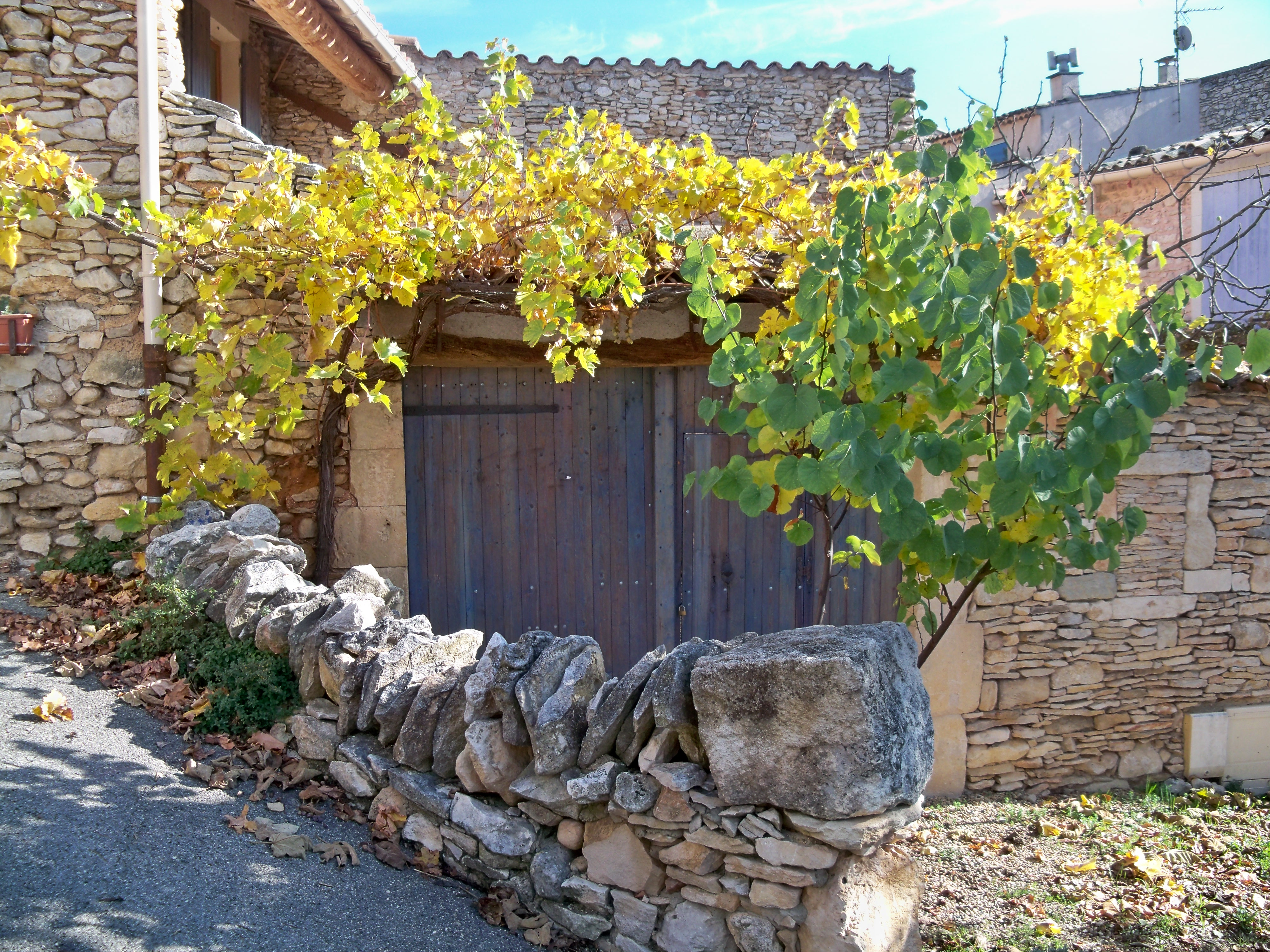
Maison avec treille aux Grands-Cléments.

Chaque maison se personnalisait aussi par son aménagement extérieur. Il y avait pourtant deux constantes. La première était la nécessité d'une treille toujours installée pour protéger l'entrée. Son feuillage filtrait les rayons de soleil l'été, et dès l'automne la chute des feuilles permettait une plus grande luminosité dans la salle commune. La seconde était le puits toujours situé à proximité. Il était soit recouvert d'une construction de pierres sèches en encorbellement qui se fermait par une porte de bois, soit surmonté par deux piliers soutenant un linteau où était accrochée une poulie permettant de faire descendre un seau. L'approvisionnement en eau était très souvent complété par une citerne qui recueillait les eaux de pluie de la toiture.

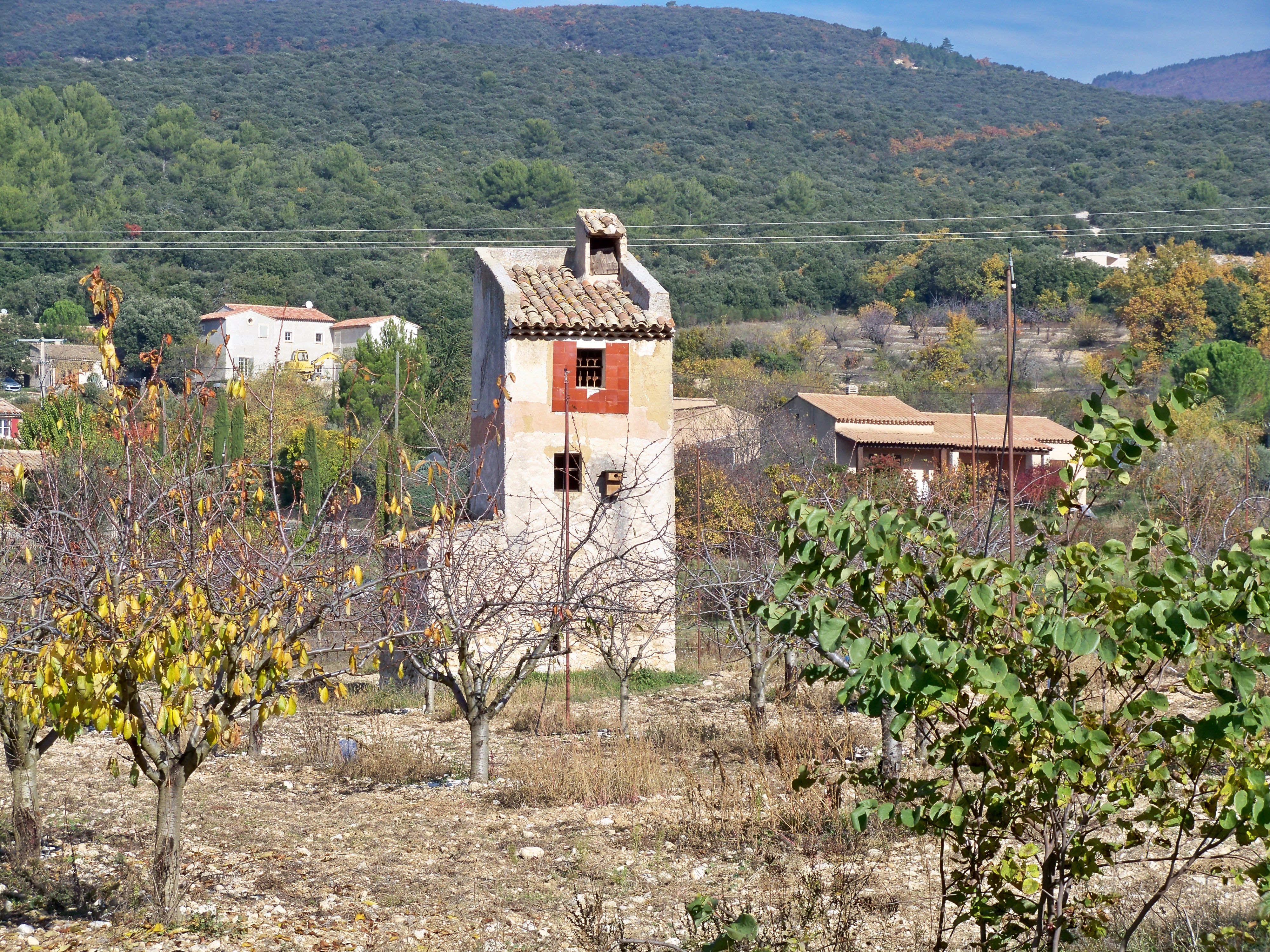
Pigeonnier isolé aux Grands-Cléments.

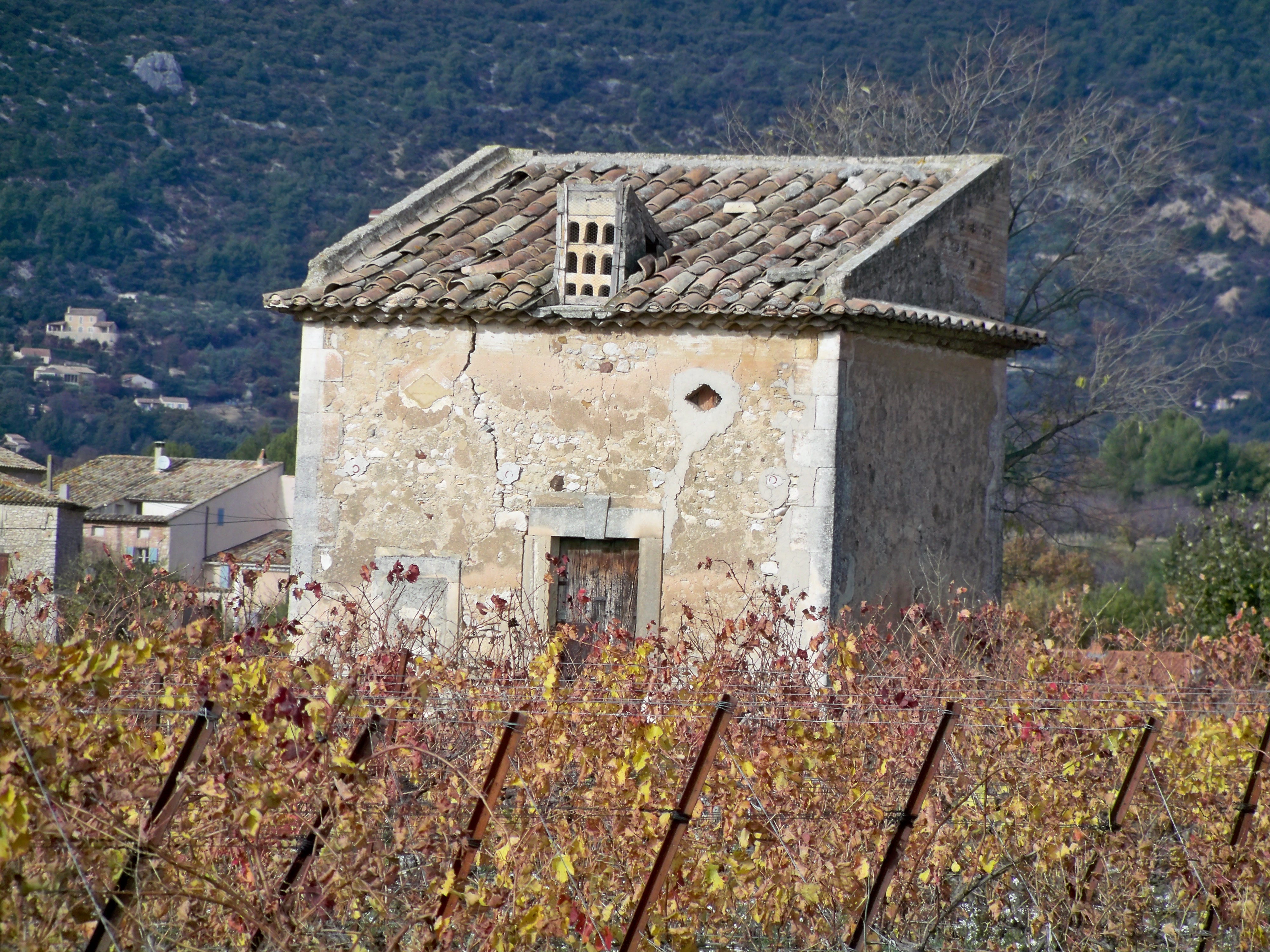
Cabanon et son pigeonnier.

Le pigeonnier devint, après la Révolution la partie emblématique de ce type d'habitat puisque sa construction signifiait la fin des droits seigneuriaux, celui-ci étant jusqu'alors réservé aux seules maisons nobles. Il était soit directement accolé à la maison, mais aussi indépendant d'elle. Toujours de dimension considérable, puisqu'il était censé ennoblir l'habitat, il s'élevait sur deux étages, le dernier étant seul réservé aux pigeons. Pour protéger ceux-ci d'une invasion de rongeurs, son accès était toujours protégé par un revêtement de carreaux vernissés qui les empêchait d'accéder à l'intérieur.

### Habitat troglodytique
La première étude sur l'habitat troglodytique en Provence a été menée, entre 1987 et 1988, à la demande du Ministère de la Culture, par Pierre-Yves Dautier, avec l'aide technique du Parc Naturel Régional du Luberon.
L'inventaire de ces différents sites lui a permis de classer ce type d'habitat en deux parties. La première correspond au creusement par l'homme dans les safres du Miocène d'abris rupestres, à vocation d'habitat et à usage agricole.
La seconde est liée à l'occupation des grottes naturelles creusées par l'érosion dans le calcaire urgonien et leur protection en façade par des murs de pierres sèches. Cette utilisation, qui fut quelquefois pérenne, fut, le plus souvent due au pastoralisme, et au besoin des bergers d'abriter et de loger leurs troupeaux. Dans le Vaucluse, cet habitat se retrouve essentiellement dans les combes des Monts de Vaucluse et du Luberon.
Bergerie Cabrone
Elle se trouve à 800 mètres d'altitude dans la combe de Coste Brune, aux confins des communes de Villars et de Rustrel. Cet ensemble architectural, au pied d'une falaise, comprend un cabanon, transformé en poste à feu, et sa courette précédant trois vastes baumes (grottes) en entonnoir qui ont été aménagées en logis pour les bergers et en étable pour les troupeaux.
Ce site troglodyte est complété, au niveau de la dalle de débordement, par un système de récupération des eaux pluviales qui aboutit à un aiguier et à un abreuvoir monolithique.
André-Yves Dauthier est dithyrambique sur ce lieu et son aménagement exceptionnel qui étonne par sa symbiose parfaite du construit et du naturel : « Cabrone pour qui le découvre est une sorte de miracle comme une oasis dans le désert ».

### Cabanon

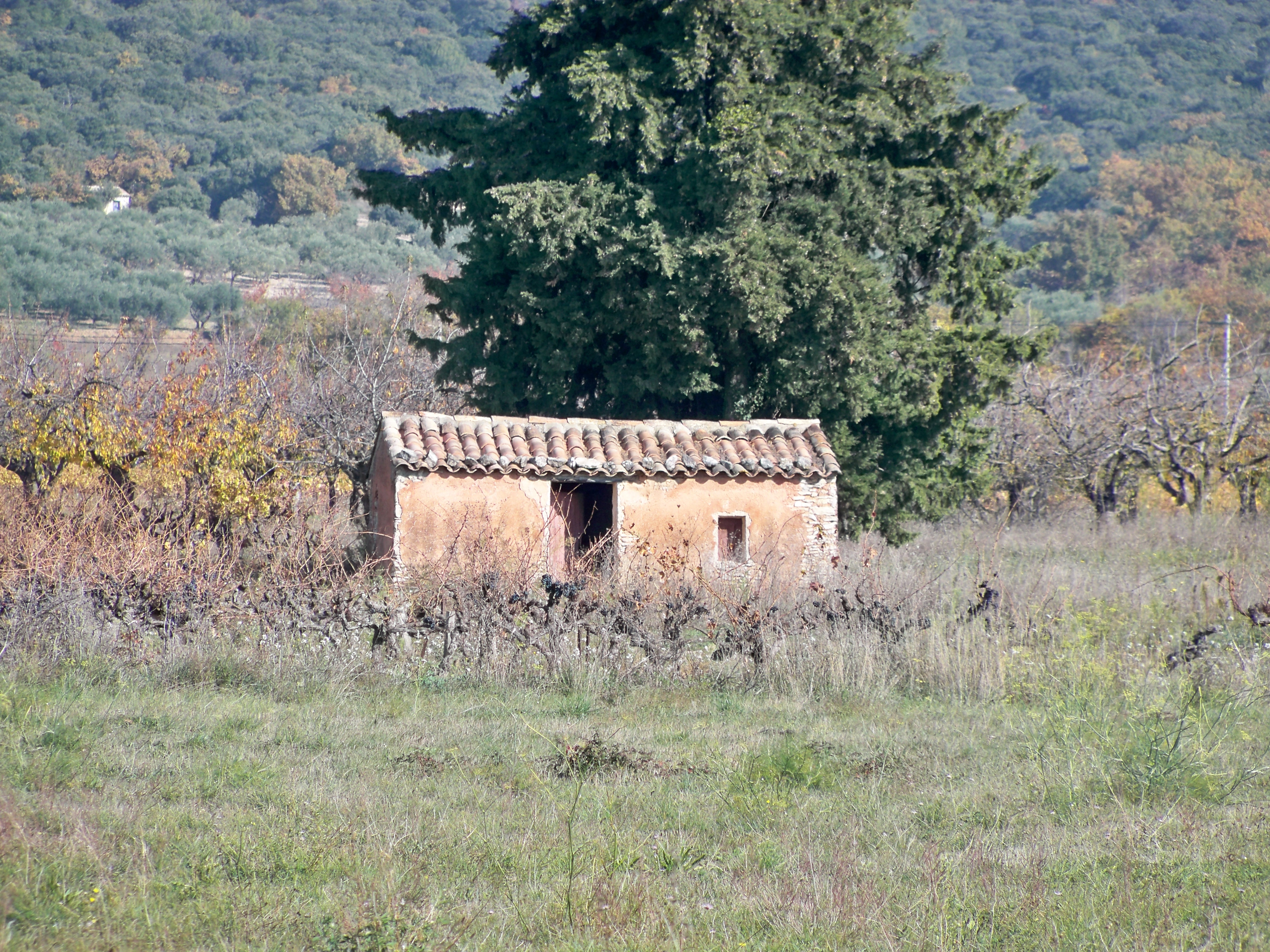
Cabanon aux Grands-Cléments.

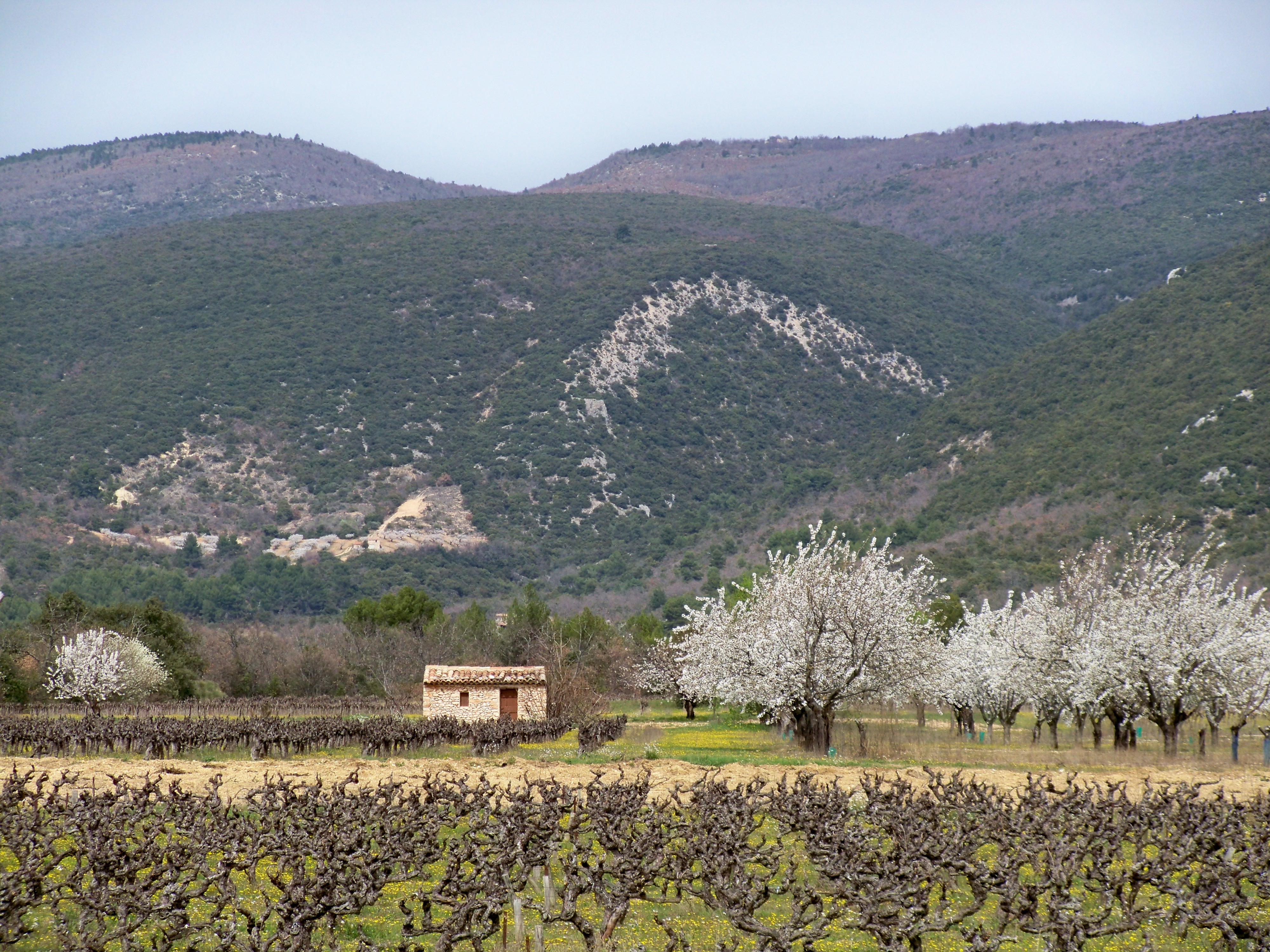
Cabanon aux Petits-Cléments.

L'existence de cette « maisonnette des champs » est toujours liée à une activité agricole qui contraint le paysan à rester éloigné de sa résidence habituelle. Dans son étude sur l'habitat rural, Fernand Benoit envisage à la fois le cas du pastoralisme et celui du sédentarisme. Pour le premier, la transhumance, qui permet aux troupeaux d'estiver dans les alpages, implique l'usage d'un habitat sur place de « type élémentaire » pour le berger. Suivant le lieu, il prend l'aspect d'un jas en pierre sèche ou d'une cabane édifiée en matériaux composites. Ce refuge lui sert à la fois d'abri et de laiterie.

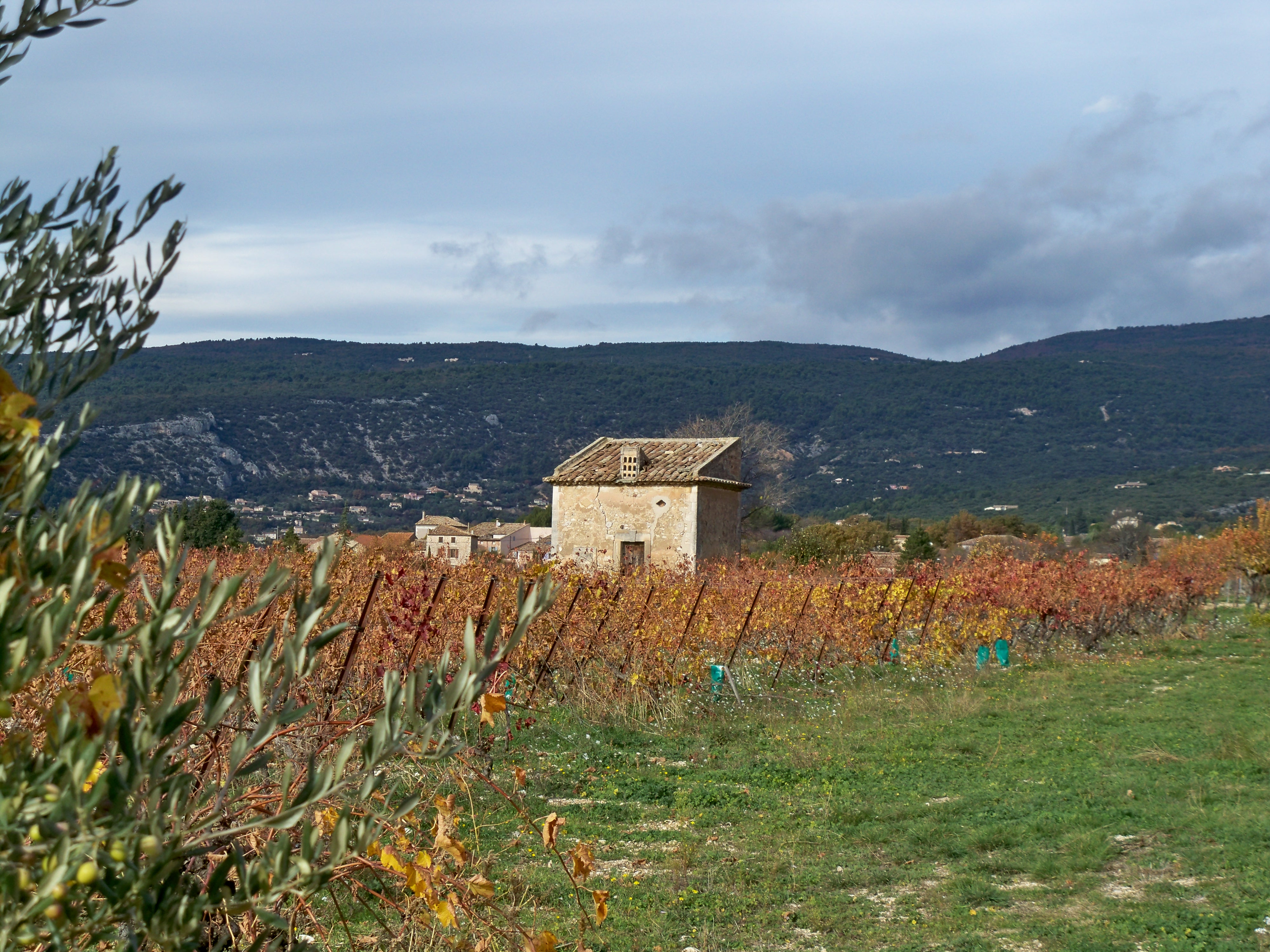
Cabanon-pigeonnier à Villars.

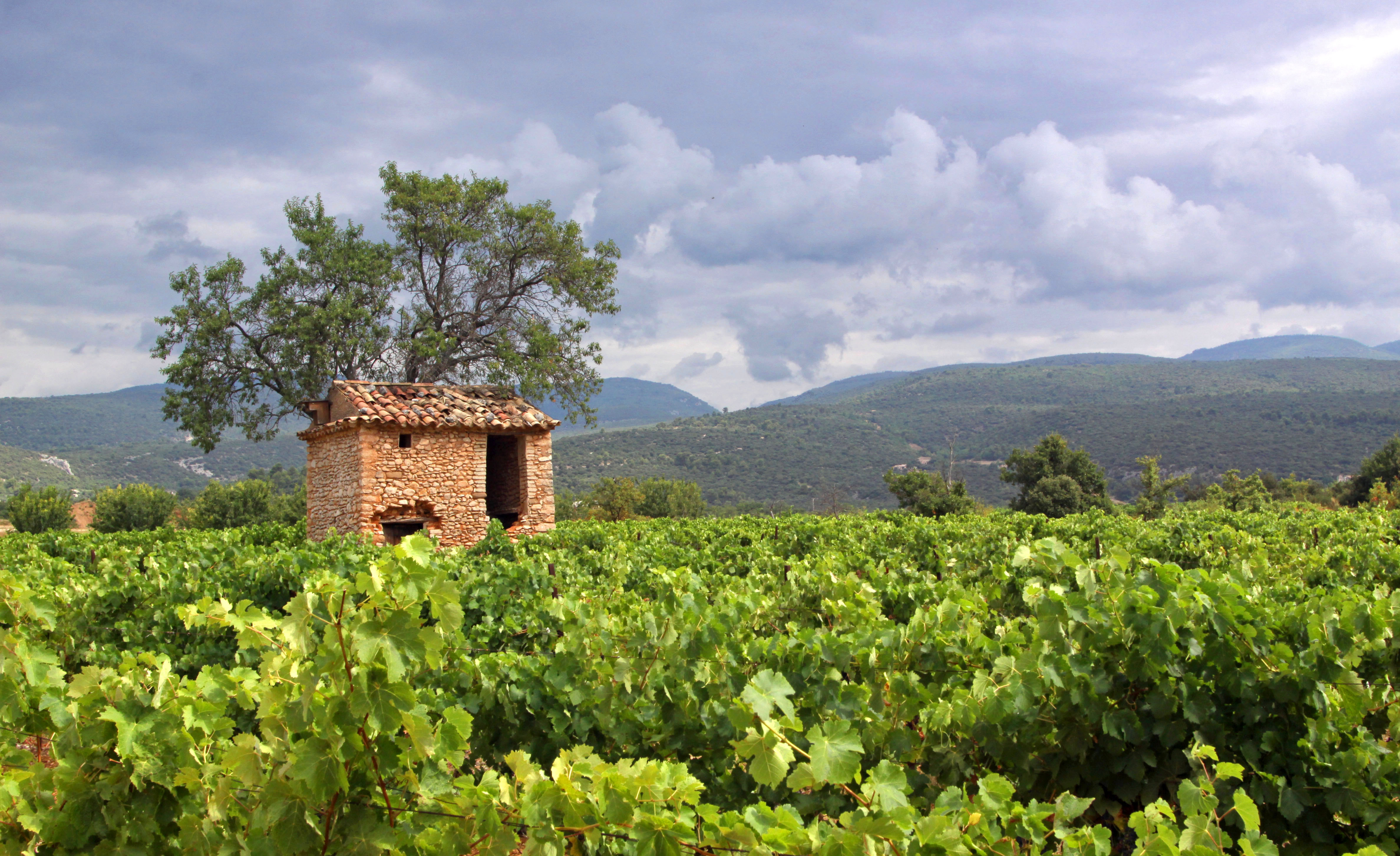
Cabanon dans les vignes à Villars.

Pour le paysan sédentaire, c'est l'éloignement de ses cultures qui impose un habitat aménagé près de son champ. Dans ce dernier cas, le cabanon correspond à un véritable habitat saisonnier qui est utilisé lors des travaux de longue durée.
Ces cabanons, qui se trouvent à l'orée ou au centre du champ, avaient aussi un rôle d'affirmation sociale pour le paysan. Ils étaient considérés comme « le signe de la propriété sur une terre qu'il entendait distinguer du communal ».

## Vie locale
- boulodrome, bibliothèque, salle des Fêtes (Salle Gabriel Escoffier).

## Personnalités liées à la commune
- Georges de Brancas (1565-1657) fit ériger le duché de Villars en pairie.
- Paul Guigou (1834-1871), peintre.
- Edlef Romeny, peintre suédois d'origine hollandaise[64].
- Pierre Vassiliu (1937-2014), musicien.
- Christian Taillefer, sportif de haut niveau.
- Daniel Pellegrin, raseteur.
- Laurence Broutchoux (1951-), plasticienne.
- Francis Parent (1943-), critique d'art, membre de l'Association internationale des critiques d'art (AICA)[65].